# Annette Binninger
Annette Binninger (* 1968) ist eine deutsche Journalistin und ist Chefredakteurin der Sächsischen Zeitung.

## Leben
Annette Binninger studierte Politikwissenschaft, Germanistik und Soziologie in Mainz und Würzburg.  Danach absolvierte sie ein Volontariat an der Katholischen Journalistenschule ifp in München.
Im Herbst 1997 begann sie als Redakteurin für Lokalpolitik und regionale Wirtschaft bei der Zeitung Dresdner Neueste Nachrichten. Nachdem sie von 2003 bis 2005 als Pressesprecherin für das Sächsische Staatsministerium für Wirtschaft und Arbeit tätig war, wechselte sie 2005 zurück zur Presse bei der Sächsischen Zeitung, zunächst als Redakteurin für Landespolitik. Später wurde sie Chefin der Stadtredaktion Dresden und ab 2012 Leiterin des Großressorts Politik/Wirtschaft. Außerdem übernahm sie die Leitung des Investigativ-Teams. Seit Januar 2016 ist sie Politik-Chefin der Zeitung und gehört in dieser Funktion zur Chefredaktion. Sie veröffentlicht täglich das Editorial Politik in Sachsen und startete 2021 einen gleichnamigen Podcast. Seit 1. Juni 2024 ist sie Chefredakteurin der Sächsischen Zeitung.

## Auszeichnungen
- 2021: Erster Platz beim Preis Journalist des Jahres des Medium Magazins in der Kategorie Chefredaktion regional[3]